# Hrabia Birkenhead
Hrabiowie Birkenhead 1. kreacji (parostwo Zjednoczonego Królestwa)
- dodatkowe tytuły: wicehrabia Birkenhead, wicehrabia Furneaux, baron Birkenhead
- 1922–1930: Frederick Edwin Smith, 1. hrabia Birkenhead
- 1930–1975: Frederick Winston Furneaux Smith, 2. hrabia Birkenhead
- 1975–1985: Frederick William Robin Smith, 3. hrabia Birkenhead